# Terrains de zone rouge
Les terrains de zone rouge sont un ensemble de champ de bataille et d'édifice militaire situé à Montfaucon-d'Argonne, dans le département de la Meuse en région Grand Est. Ils font partie de la Zone rouge.

## Historique
Le village était le lieu d'établissement d'un observatoire allemand de batteries lourdes installé sur la colline. Conquis par 12 divisions américaines et 300 chars d'assaut les 26 et 27 septembre 1918, le site conserve plusieurs blockhaus construits dès début 1915 ainsi que les ruines de l'ancienne collégiale Saint-Germain.
Affecté à l'administration des Beaux-Arts par décret du 24 septembre 1930, il est octroyé par un procès-verbal de remise du 17 août 1938 à perpétuité à l'état américain pour l'érection et l'aménagement d'un monument commémoratif de la guerre.

## Protection
Les terrains de zone rouge d'une contenance de 3 hectares sont classés par arrêté du 24 avril 1937 au titre des monuments historiques.